# يفغينيا كوزنتسوفا
يفغينيا كوزنتسوفا (بالروسية: Кузнецова, Евгения Петровна)‏ هي لاعبة جمباز فني روسية، ولدت في 18 ديسمبر 1980 في سانت بطرسبرغ في روسيا.

## وصلات خارجية
- إيفغينيا كوزنتسوفا على موقع الاتحاد الدولي للجمباز (biography) (الإنجليزية)
- إيفغينيا كوزنتسوفا على موقع اللجنة الأولمبية الدولية (الإنجليزية)
- إيفغينيا كوزنتسوفا على موقع اللجنة الأولمبية الدولية (الإنجليزية)
- إيفغينيا كوزنتسوفا على موقع أوليمبيديا (الإنجليزية)